# Ulopella termiticola
Ulopella termiticola är en insektsart som beskrevs av Poisson 1938. Ulopella termiticola ingår i släktet Ulopella och familjen dvärgstritar. Inga underarter finns listade i Catalogue of Life.